# شرق نيمار
شرق نيمار أو منطقة خاندوا رمزها «EN» (بالإنجليزية: East Nimar)‏ ، هو تقسيم إداري لدولة الهند تتبع ولاية مدية برديش (بالإنجليزية: Madhya  Pradesh)‏ ، مركزها هو مدينة خاندوا (بالإنجليزية: Khandwa)‏ عدد سكانها حسب تعداد سنة 2001 هو 1,708,170 ، مساحتها 10,779 كم² وكثافة السكان 158 لكل كم² .